# Жювенкур-э-Дамари
Жювенкур-э-Дамари́ (фр. Juvincourt-et-Damary) — коммуна во Франции, находится в регионе Пикардия. Департамент коммуны — Эна. Входит в состав кантона Гиньикур. Округ коммуны — Лан.
Код INSEE коммуны — 02399.

## Население
Население коммуны на 2010 год составляло 493 человека.
| 1962 | 1968 | 1975 | 1982 | 1990 | 1999 | 2010 |
| ---- | ---- | ---- | ---- | ---- | ---- | ---- |
| 509  | 467  | 413  | 412  | 392  | 370  | 493  |

## Экономика
В 2010 году среди 311 человек трудоспособного возраста (15—64 лет) 237 были экономически активными, 74 — неактивными (показатель активности — 76,2 %, в 1999 году было 71,4 %). Из 237 активных жителей работали 214 человек (112 мужчин и 102 женщины), безработных было 23 (14 мужчин и 9 женщин). Среди 74 неактивных 19 человек были учениками или студентами, 34 — пенсионерами, 21 были неактивными по другим причинам.